# Клімонти (Островський повіт)
Клімонти (пол. Klimonty) — село в Польщі, у гміні Старий Люботинь Островського повіту Мазовецького воєводства.
Населення — 69 осіб (2011).
У 1975-1998 роках село належало до Остроленцького воєводства.

## Демографія
Демографічна структура станом на 31 березня 2011 року:
|          | Загалом | Допрацездатний вік | Працездатний вік | Постпрацездатний вік |
| -------- | ------- | ------------------ | ---------------- | -------------------- |
| Чоловіки | 34      | 12                 | 18               | 4                    |
| Жінки    | 35      | 8                  | 18               | 9                    |
| Разом    | 69      | 20                 | 36               | 13                   |